# 8e cérémonie des Teen Choice Awards
La 8e cérémonie des Teen Choice Awards a eu lieu le 20 août 2006 à Gibson Amphitheatre (Los Angeles) et est retransmise sur la chaîne FOX.
Les prix récompensent les réalisations de l'année dans la musique, le cinéma, la télévision, le sport, la mode, la comédie, les jeux vidéo et d'internet, et ont été votés par les téléspectateurs âgés de 13 à 19.

## Performances
- Nelly Furtado et Timbaland – "Promiscuous"
- Rihanna – "SOS"
- Kevin Federline – "Lose Control"

## Remettants
- Paula Abdul
- Jensen Ackles
- Jessica Alba
- Mischa Barton
- Kristen Bell
- Rachel Bilson
- David Boreanaz
- Chris "Ludacris" Bridges
- Hilarie Burton
- Sophia Bush
- Kelly Ripa
- Kristin Cavallari
- Chingy
- Emily Deschanel
- Jenna Dewan
- Carmen Electra
- JoJo
- Ashton Kutcher
- Christina Milian
- Wentworth Miller
- Brittany Murphy
- Chad Michael Murray
- Ne-Yo
- Leighton Meester
- Amaury Nolasco
- Ashley Olsen
- Jared Padalecki
- Sean Paul
- Jaime Pressly
- Julianne Hough
- Brandon Routh
- Dax Shepard
- Snoop Dogg
- David Spade
- Britney Spears
- Wilmer Valderrama
- Marlon Wayans
- Tom Welling
- Shaun White

## Palmarès
Les lauréats seront indiqués ci-dessous dans chaque catégorie et en caractères gras.

### Cinéma
| Film : Action / Aventure | Film : Dramatique | Film : Thriller |
| --- | --- | --- |
| Pirates des Caraïbes : Le Secret du coffre maudit - King Kong - Mission: Impossible 3 (Mission: Impossible III) - Superman Returns - V pour Vendetta - X-Men : L'Affrontement final | Harry Potter et la Coupe de feu - Flight Plan - Goal! : Naissance d'un prodige - Orgueil et Préjugés - Dance with Me - Walk the Line | Red Eye : Sous haute pression - American Haunting - Hostel - La Malédiction - Saw 2 - Silent Hill |
| Acteur : Dramatique / Action Aventure | Acteur : Dramatique / Action Aventure | Actrice : Dramatique / Action Aventure |
| Johnny Depp – Pirates of the Caribbean: Dead Man's Chest - Orlando Bloom – Pirates of the Caribbean: Dead Man's Chest - Chris "Ludacris" Bridges – Crash and Hustle & Flow - Tom Cruise – Mission: Impossible 3 (Mission: Impossible III) - Terrence Howard – Crash and Hustle & Flow - Hugh Jackman – X-Men: The Last Stand     | Johnny Depp – Pirates of the Caribbean: Dead Man's Chest - Orlando Bloom – Pirates of the Caribbean: Dead Man's Chest - Chris "Ludacris" Bridges – Crash and Hustle & Flow - Tom Cruise – Mission: Impossible 3 (Mission: Impossible III) - Terrence Howard – Crash and Hustle & Flow - Hugh Jackman – X-Men: The Last Stand     | Reese Witherspoon – Walk the Line - Jessica Alba – Fantastic Four - Halle Berry – X-Men: The Last Stand - Keira Knightley – Pride & Prejudice and Pirates of the Caribbean: Dead Man's Chest - Natalie Portman – V for Vendetta - Keri Russell – Mission: Impossible 3 (Mission: Impossible III)       |
| Film : Comédie | Acteur : Comédie | Actrice : Comédie |
| She's the Man - La Revanche des losers - La Rupture - Click : Télécommandez votre vie - Super Nacho - Scary Movie 4 | Johnny Depp – Charlie and the Chocolate Factory - Jack Black – Nacho Libre - Jim Carrey – Fun with Dick and Jane - Jon Heder – Et si c'était vrai... (Just Like Heaven) - Jon Heder – La Revanche des losers (The Benchwarmers) - Adam Sandler – Click - Vince Vaughn – The Break-Up                                             | Rachel McAdams – Wedding Crashers and The Family Stone - Jennifer Aniston – The Break-Up - Hilary Duff – The Perfect Man and Cheaper by the Dozen 2 - Lindsay Lohan – Just My Luck - Sarah Jessica Parker – Failure to Launch - Queen Latifah – Last Holiday                                           |
| Comédie sentimentale | Meilleur Vilain | Meilleur pétage de plombs dans un film |
| Et si c'était vrai... (Just Like Heaven) - Aquamarine - Playboy à saisir - Lucky Girl - Entre deux rives - Perdus dans la tempête | Bill Nighy – Pirates of the Caribbean: Dead Man's Chest - Jack Black – King Kong - Ian McKellen – X-Men: The Last Stand and The Da Vinci Code - Cillian Murphy – Red Eye and Batman Begins - Kevin Spacey – Superman Returns - Meryl Streep – The Devil Wears Prada                                                              | Keira Knightley – Pirates of the Caribbean: Dead Man's Chest - Anna Faris – Just Friends - Isla Fisher – Wedding Crashers - King Kong – King Kong - Lindsay Lohan – Just My Luck - Adam Sandler – Click                                                                                                |
| Révélation masculine de l'année | Révélation masculine de l'année | Révélation féminine de l'année |
| Channing Tatum – She's the Man - Kuno Becker – Goal! - Lucas Black – The Fast and the Furious: Tokyo Drift - Curtis "50 Cent" Jackson – Get Rich or Die Tryin' - Hector Jiménez – Nacho Libre - Brandon Routh – Superman Returns                                                                                                 | Channing Tatum – She's the Man - Kuno Becker – Goal! - Lucas Black – The Fast and the Furious: Tokyo Drift - Curtis "50 Cent" Jackson – Get Rich or Die Tryin' - Hector Jiménez – Nacho Libre - Brandon Routh – Superman Returns                                                                                                 | Jessica Simpson – The Dukes of Hazzard - Emily Blunt – The Devil Wears Prada - Yaya DaCosta – Take the Lead - Isla Fisher – Wedding Crashers - Meagan Good – Waist Deep - JoJo – Aquamarine |
| Meilleure alchimie | Meilleure alchimie | Meilleur baiser |
| Jennifer Aniston and Vince Vaughn – The Break-Up - Kate Beckinsale et Adam Sandler – Click - Jack Black et Hector Jiménez – Nacho Libre - Kate Bosworth et Brandon Routh – Superman Returns - Anne Hathaway et Meryl Streep – The Devil Wears Prada - Jon Heder, Rob Schneider et David Spade – The Benchwarmers                 | Jennifer Aniston and Vince Vaughn – The Break-Up - Kate Beckinsale et Adam Sandler – Click - Jack Black et Hector Jiménez – Nacho Libre - Kate Bosworth et Brandon Routh – Superman Returns - Anne Hathaway et Meryl Streep – The Devil Wears Prada - Jon Heder, Rob Schneider et David Spade – The Benchwarmers                 | Sandra Bullock et Keanu Reeves – The Lake House - Amanda Bynes et Channing Tatum – She's the Man - Anna Faris et Chris Marquette – Just Friends - Hugh Jackman et Famke Janssen – X-Men: The Last Stand - LL Cool J et Queen Latifah – Last Holiday - Rachel McAdams et Owen Wilson – Wedding Crashers |
| Meilleure scène de bagarre | Meilleure scène de bagarre | Meilleur cri |
| Orlando Bloom vs. Jack Davenport – Pirates of the Caribbean: Dead Man's Chest - Jack Black vs. Silver King – Nacho Libre - Jon Heder vs. Karl's Auto Body – The Benchwarmers - King Kong vs. T-Rex – King Kong - Brandon Routh vs. The Airplane – Superman Returns - The X-Men vs. Magneto's Brotherhood – X-Men: The Last Stand | Orlando Bloom vs. Jack Davenport – Pirates of the Caribbean: Dead Man's Chest - Jack Black vs. Silver King – Nacho Libre - Jon Heder vs. Karl's Auto Body – The Benchwarmers - King Kong vs. T-Rex – King Kong - Brandon Routh vs. The Airplane – Superman Returns - The X-Men vs. Magneto's Brotherhood – X-Men: The Last Stand | Keira Knightley – Pirates of the Caribbean: Dead Man's Chest - Jay Hernandez – Hostel - Rachel Hurd-Wood – An American Haunting - Rachel McAdams – Red Eye - Julia Stiles – The Omen - Donnie Wahlberg – Saw 2                                                                                         |
| Meilleur film de l'été : Action / Dramatique | Meilleur film de l'été : Action / Dramatique | Meilleur film de l'été : Comédie |
| Pirates of the Caribbean: Dead Man's Chest - The Fast and the Furious: Tokyo Drift - Lady in the Water - Miami Vice - Superman Returns - X-Men: The Last Stand | Pirates of the Caribbean: Dead Man's Chest - The Fast and the Furious: Tokyo Drift - Lady in the Water - Miami Vice - Superman Returns - X-Men: The Last Stand | Talladega Nights: The Ballad of Ricky Bobby - Click - The Devil Wears Prada - John Tucker Must Die - Little Man - You, Me and Dupree |